# Регистарске ознаке у Швајцарској
Регистарске ознаке за возила у Швајцарској издају службе кантона, које су задужене за моторна возила. Од 1933. године се на ознакама налазе два слова за ознаку кантона и један до шест бројева.

## Ознаке кантона
За разлику од већине других земаља у Европи, швајцарске регистарске таблице се не додељују посебно возилу, него се додељују њеном власнику. Тако може нпр. власник поднети захтев да користи једне таблице за највише два возила. У појединим кантонима могу до 99 ветеранских аутомобила (аутомобил мора бити старији од 30 година) по једној таблици бити откупљени. У многим кантонима, регистар регистарских таблица је доступан јавности, понекад чак и преко интернета. Тако се може из сваког, без потврђеног разлога, утврдити ко је власник аутомобила.

## Опис кантона
Предње таблице садрже само скраћеницу кантона и бројеве, док задње таблице садрже скраћеницу кантона, бројеве, грб кантона као и грб Швајцарске.
Ознаке су исписане црним знаковима на белој позадини.
| Скраћеница | Кантон            |
| ---------- | ----------------- |
|            | Аргау             |
|            | Апенцел Инероден  |
|            | Апенцел Аусероден |
|            | Берн              |
|            | Базел-провинција  |
|            | Базел-град        |
|            | Фрибур            |
|            | Женева            |
|            | Гларус            |
|            | Граубинден        |
|            | Јура              |
|            | Луцерн            |
|            | Нешател           |
|            | Нидвалден         |
|            | Обвалден          |
|            | Санкт Гален       |
|            | Шафхаузен         |
|            | Золотурн          |
|            | Швиц              |
|            | Тургау            |
|            | Тичино            |
|            | Ури               |
|            | Во                |
|            | Вале              |
|            | Цуг               |
|            | Цирих             |

## Боја (позадина)
У већини кантона је могуће наћи ознаке са истим бројем у различитим бојама. Различите боје служе за означавање различитих типова возила:
- „Плаво“ - радна возила
- „Браон“ - изузетна возила
- „Жута“ - скутер и мотоцикл
- „Зелено“ - привредна возила
- „Бело“ - возила
- „Црно“ - бели знакови на црној позадини: Возила савезне војске (понекад се користи него скраћеница кантона М+ за Militär (срп. Војска), нема грба кантона).
- „Црвено“ - носачи за бицикле који би иначе делимично или у потпуности прекривали задњу таблицу (од 1. марта 2022)

## Ознаке владе
Возила владе имају грб Швајцарске после слова „А“ (скраћеница за „администрација") и бројеве са црним знаковима на белој позадини. Прва од пет цифара на таблици означава министарство којем дато возило припада.
- - Министарство спољашњих послова
- - Министарство унутрашњих послова
- - Министарство правосуђа
- - Министарство одбране, спорта и сигурности народа
- - Министарство финансија
- - Министарство економије
- - Министарство за природну средину, саобраћај, енергију и телекомуникацију